# Inspizient (Bundeswehr)
Der Inspizient ist eine Dienststellung in der Bundeswehr. Er nimmt in speziellen Fach- und Aufgabengebieten der Streitkräfte Inspizierungsaufgaben wahr. Dies erfolgt unabhängig von der Dienstaufsicht der truppendienstlichen Vorgesetzten. Ein Inspizient wird vom Stellvertreter des Generalinspekteurs oder einem Inspekteur eingesetzt.

## Geschichtliches

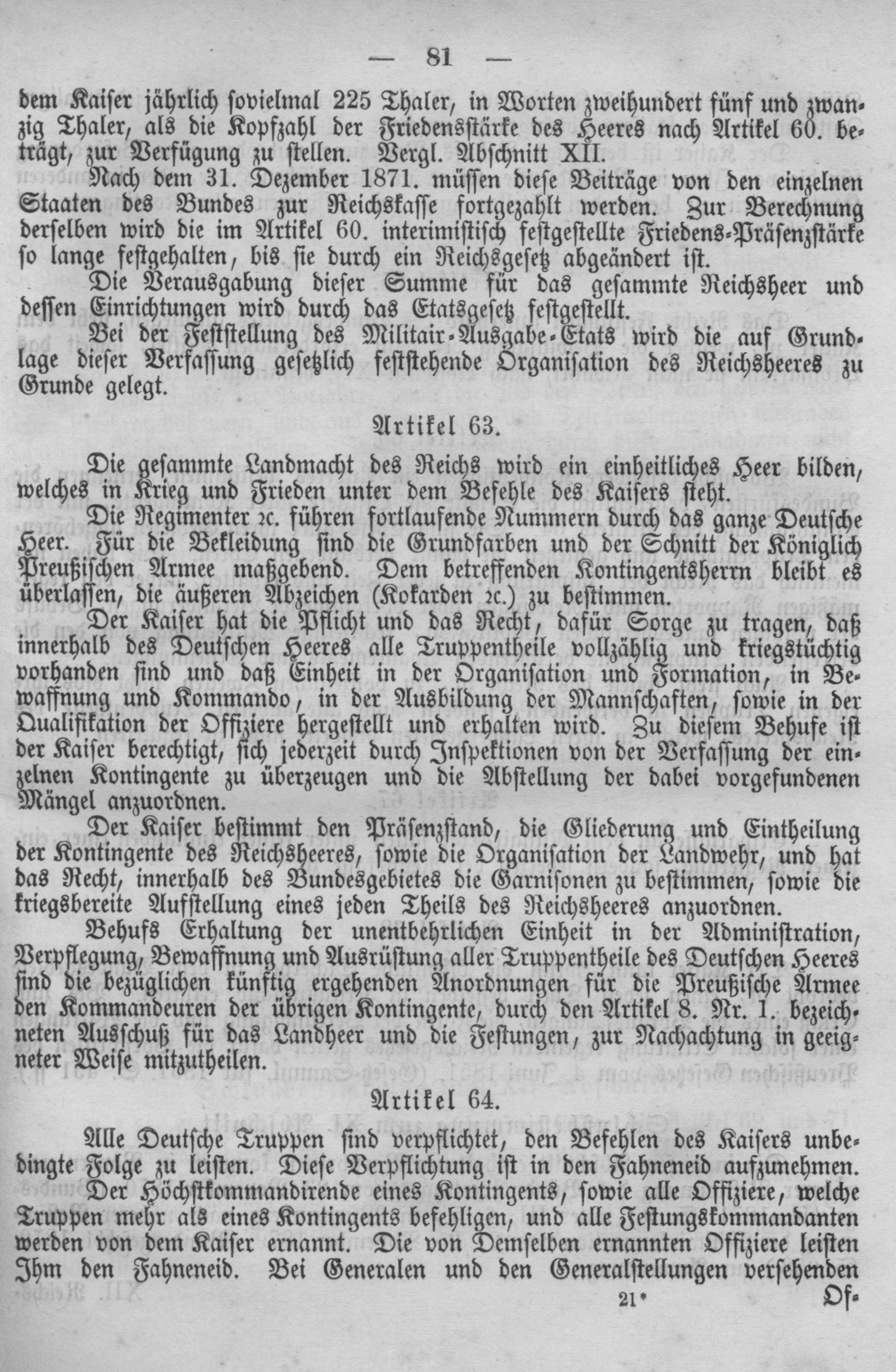
Bundesgesetzblatt des Deutschen Bundes 1871: Verfassung des Deutschen Bundes, Artikel 63, Seite 81

Die Pflicht zur Dienstaufsicht hat auch schon in früheren deutschen Streitkräften zu einem System militärischer Inspizierungen geführt. So war das militärische Inspizierungsrecht durch Art. 63 der deutschen Reichsverfassung dem Kaiser beigelegt.

„Der Kaiser hat die Pflicht und das Recht, dafür Sorge zu tragen, daß innerhalb des Deutschen Heeres alle Truppentheile vollzählig und kriegstüchtig vorhanden sind und daß Einheit in der Organisation und Formation, in Bewaffnung und Kommando, in der Ausbildung der Mannschaften, sowie in der Qualifikation der Offiziere hergestellt und erhalten wird. Zu diesem Behuf ist der Kaiser berechtigt, sich jederzeit durch Inspektionen von der Verfassung der einzelnen Kontingente zu überzeugen und die Abstellung der dabei vorgefundenen Mängel anzuordnen.“

Bei der Obermilitärexaminationskommission waren drei Inspizienten, zum Teil inaktive Stabsoffiziere, angestellt.

## Inspizienten der Bundeswehr von den Gründungsjahren bis in die 1990er Jahre
Beim Heer bestand zunächst ab 1956 eine selbstständige Gruppe Inspizienten beim Truppenamt, die dessen Leiter direkt unterstellt waren. Mit Aufbau des Heeresamtes in der Heeresstruktur 2 wurden Anfang 1960 die Dienststellungen der Inspizienten für die Waffengattungen des Heeres eingeführt (Inspizient Artillerie/Panzertruppe/Infanterie/Fernmeldetruppe/Pioniertruppe/Heeresflieger und Luftlandewesen/...) Die Generale der Waffengattungen (und deren Stellvertreter) waren zugleich Inspizienten. Truppendienstlich unterstanden sie dem Amtschef Heeresamt, fachlich dem Inspekteur des Heeres, bei dem sie direktes Vortragsrecht erhielten. Sie hatten ihrerseits direktes fachliches Weisungsrecht gegenüber den Schulen des Heeres.
Vergleichbare Dienststellungen fanden sich auch in den anderen Teilstreitkräften. In der Luftwaffe waren die Inspizienten Teil des (Allgemeinen) Luftwaffenamts. In ihren Fachaufgaben unterstützten die Inspizienten Transportwesen/Radarführungsdienste/Elektronische Kampfführung Luftwaffe/Jagdflieger etc. den Inspekteur bei der Durchführung der Dienstaufsicht.
In der Gründungsphase der Bundeswehr (bzw. 1957) dienten die Inspizienten für Territoriale Aufgaben beim Amt Territoriale Verteidigung als Vorläufer diverser Institutionen, so z. B. der Inspizient für Territoriales Sanitätswesen, der Inspizient für Feldjäger oder der Inspizient für Musikkorps der Bundeswehr.
Aus den bis Anfang der 1970er Jahre dem Inspekteur des Sanitäts- und Gesundheitswesens fachlich unterstellten Inspizienten des Sanitätsdienstes der Teilstreitkräfte gingen später der Generalarzt des Heeres, der Generalarzt der Luftwaffe und der Admiralarzt der Marine hervor.
Die 1973 im Luftwaffenamt aufgestellte Luftwaffeninspizientengruppe inspizierte für den Inspekteur der Luftwaffe die personelle und materielle Einsatzbereitschaft, überprüfte die Einhaltung von Vorschriften und klärte festgestellte oder angenommene Mängel. Sie wurde später in Abteilung Weiterentwicklung der Luftwaffe umgegliedert.
In der Marine hatte beispielsweise der Kommandeur der Amphibischen Gruppe zusätzlich die Dienststellung des Inspizienten der Amphibischen Transporttruppen inne.
Der Inspizient Feste Fernmeldeanlagen der Bundeswehr war beim Amt für Fernmelde- und Informationssysteme der Bundeswehr angesiedelt. Die Funktion wurde 2002 mit Einrichtung des Bundesamtes für Informationsmanagement und Informationstechnik der Bundeswehr aufgegeben.

## Inspizienten der Bundeswehr (heute)

### Ausbildung
Im Bereich der Ausbildung unterstützen heute die Inspizienten für die Offizierausbildung, die Unteroffizierausbildung und die Truppenausbildung den Inspekteur des Heeres in seiner Eigenschaft als truppendienstlicher Vorgesetzter und führen in seinem Auftrag Inspizierungen durch. Sie unterstehen dem Amtschef des Heeresamtes unmittelbar.
2010 wurde beim Streitkräfteamt die Dienststellung des Inspizient Streitkräftegemeinsame Ausbildung eingerichtet, der für den Inspekteur der Streitkräftebasis in der Streitkräftebasis die streitkräftegemeinsame Aus-, Fort- und Weiterbildung in deren Ausbildungseinrichtungen und Truppenteilen inspiziert und truppendienstliche Vorgesetzte berät.

### Personalmanagement/Reservistenangelegenheiten
Beim Personalamt der Bundeswehr ist der Inspizient Personalgewinnung zugleich Leiter der Abteilung Personalgewinnung.
Der Inspizient der Bundeswehr für die freiwillige Reservistenarbeit beim Streitkräfteamt ist im Auftrag des Inspekteurs der Streitkräftebasis für die Betreuung und Weiterbildung der Angehörigen der Reserve zuständig. Eingerichtet wurde diese Dienststellung 1961. Beim Heer stellt diese Aufgabe der Inspizient für die Reservistenausbildung und Wehrübung im Heer sicher, bei der Luftwaffe die Gruppe Inspizierungen der Luftwaffe.

### Sanitätsdienst
Die Inspizienten für Wehrpharmazie, Zahnmedizin und Veterinärmedizin sind zugleich Unterabteilungsleiter im Kommando Sanitätsdienst der Bundeswehr.

### Flugsicherheit
Der General Flugsicherheit in der Bundeswehr führt als streitkräftegemeinsame Aufgabe unter anderem Inspizierungen bei allen fliegenden Verbänden der Bundeswehr durch.